# Вплив пандемії COVID-19 на авіацію

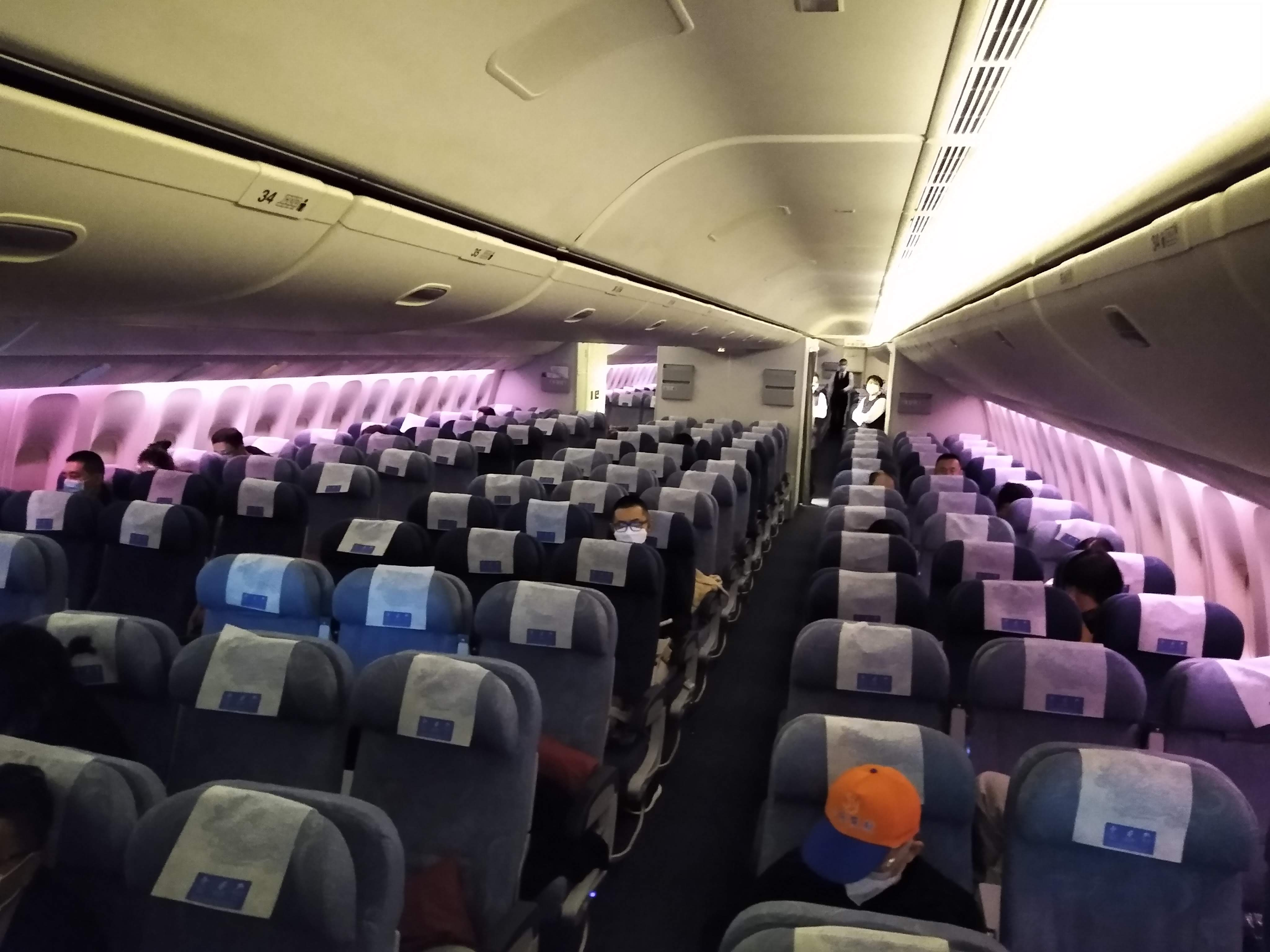
Напівпорожній літак із Пекіна до Лос-Анджелеса (15 березня 2020)

Пандемія COVID-19 значно вплинула на авіацію — з лютого 2020 року, а особливо навесні авіакомпанії значно скоротили кількість рейсів або зовсім припинили польоти. Через рішення урядів про впровадження карантину, закриття авіасполучення і заборону чи обмеження на в'їзд криза, спричинена пандемією, стала найглибшою для авіації з часів Другої світової війни. У квітні 2020 року кількість авіарейсів (порівняно з квітнем 2019) у світі впала на 80 %, а в Європі — на 90 %.
Міжнародна асоціація повітряного транспорту (ІАТА) в середині квітня опублікувала прогноз загальних втрат авіаліній на $314 мільярдів, тобто падіння обороту коштів на 55 % порівняно з 2019 роком. Під загрозою скорочення може опинитися 25 мільйонів працівників.
Міжнародна рада аеропортів (ACI) підрахувала, що річний пасажиропотік в аеропортах світу за підсумками 2020 року зменшиться на 38,1 % (3,6 млрд пасажирів), а на рівень 2019 року галузь вийде не раніше від кінця 2021 року.
Зменшення попиту на подорожі літаком вплине на авіаційну промисловість — авіакомпанії можуть надовго відмовитись від великих літаків (наприклад, Airbus A380) для оптимізації витрат.
Пандемія COVID-19 посилила боротьбу за клієнтів і змусила авіаперевізників стати гнучкішими — вони дозволяють перебронювання на безкоштовній основі або пропонують ваучери та знижки. Деякі авіалінії дають можливість перенести політ навіть на 2022 рік.

## Заходи безпеки

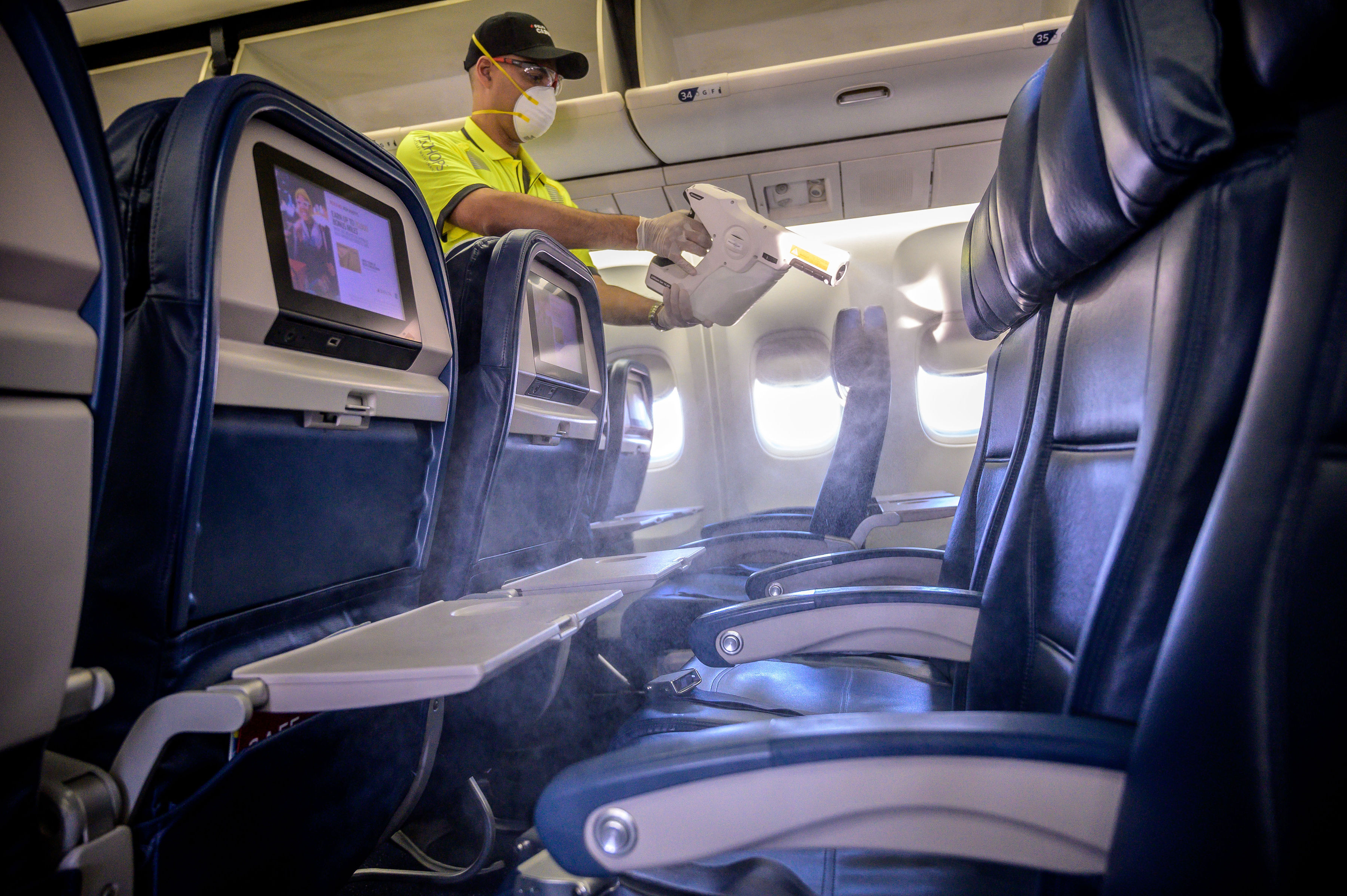
Дезінфекція салону літака «Delta Air Lines»

Після початку пандемії на літаках до і з напрямків найбільшого розповсюдження вірусу екіпаж почав носити маски, в аеропортах і на борту літака пасажирам вимірюють температуру, пасажирам роздають антибактеріальні серветки, а до/після рейсів салони літаків додатково дезінфікують.
Авіакомпанії, які продовжують здійснювати перельоти під час карантину, почали блокувати середні місця, щоб між пасажирами було щонайменше одне порожнє місце.
Побоюючись розповсюдження вірусу через їжу, деякі перевізники припинили готувати гарячі страви на борту. Пасажирам пропонують попередньо запаковані бутерброди і закуски.

## Збитки авіакомпаній і повернення квитків
У випадку масового повернення коштів за квитки і низького попиту на звичний час отримання прибутку — літній сезон — авіакомпанії ризикують опинитися в скрутній фінансовій ситуації. Тому перевізники намагаються пропонувати альтернативу поверненню коштів: безкоштовне перебронювання на пізнішу дату, ваучер на знижку чи інші акційні пропозиції. Британські «British Airways», «easyJet», «Jet2», «TUI Airways» і «Virgin Atlantic» звернулися до влади з проханням дозволити тимчасово відтермінувати процес повернення квитків.
Такі великі гравці на світовому ринку як «Air France», KLM, «Lufthansa» і «United Airlines» штучно ускладнюють процедуру отримання коштів за квитки, намагаючись заохотити пасажирів тимчасово заморозити бронювання і зберегти квиток із можливістю перенесення дати вильоту.

## Авіалінії

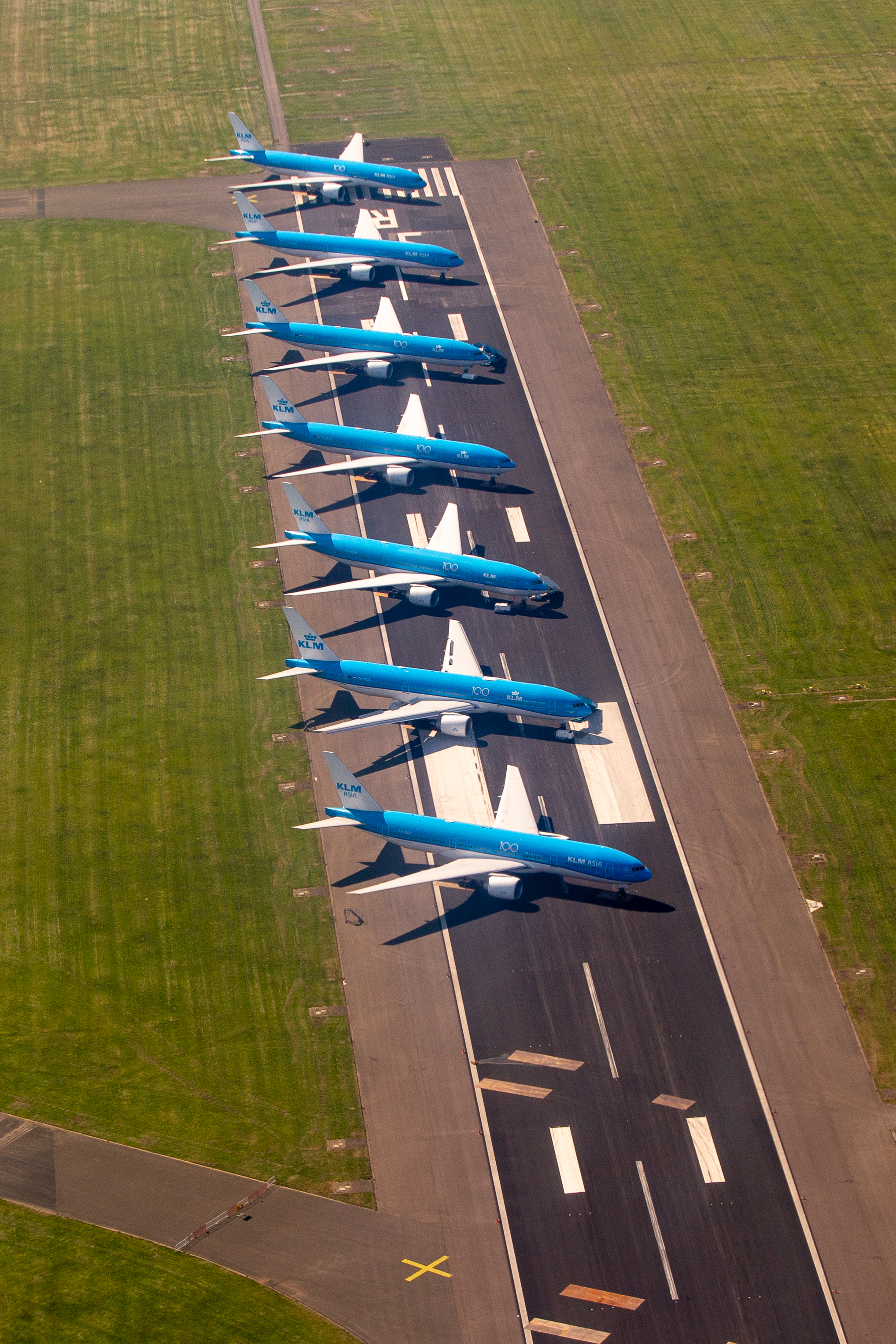
Літаки голландської KLM припарковані на злітній смузі, березень 2020 року

- «Аерофлот» у березні 2020 року перевіз на 34,3% менше пасажирів, ніж за березень 2019-го[14].
- «All Nippon Airways» і  «Japan Airlines» у квітні відмінили 90 % міжнародних рейсів, а попит на внутрішні рейси впав до 10 % звичного обсягу, але внутрішні рейси відбуваються чітко за розкладом, бо нема урядових розпоряджень у цьому питанні[15].
- «American Airlines» через низький попит планує скасувати 80 % усіх рейсів у травні[16] та понад 60 % міжнародних рейсів улітку[17].
- «British Airways» підготували програму реструктуризації, яка передбачає скорочення 12 тисяч робочих місць. Група IAG, яка також володіє «Iberia» і «Aer Lingus», повідомляє про операційні втрати на €535 млн. У квітні та травні пасажиропотік цієї групи авіакомпаній впав на 94 %[18].
- «Air Canada» відмінила від 85 % до 90 % своїх рейсів на квітень-червень 2020 року, через це 15 200 (близько половини всього штату) працівників компанії відправлено додому[19].
- «Condor Airlines», процедуру купівлі якої в січні 2020 року розпочав польський LOT, в умовах коронавірусної кризи виявилась нерентабельною і польська компанія відмовилась від угоди, суму якої оцінювали в 300 млн євро[20].
- «Delta Air Lines» скасувала 80 % своїх рейсів у квітні[21].
- «easyJet» повністю припинив літати з 30 березня[22]. За прогнозами авіалінії, пауза триватиме щонайменше до кінця травня, а подолати наслідки кризи допоможе отриманий кредит на £600 млн від національного Банку Англії[23].
- «flybe» оголосила про введення тимчасової адміністрації 5 березня. Компанія переживала труднощі ще 2019 року, а епідемія коронавірусу остаточно погіршила ситуацію.
- / «Air France-KLM»: за словами її керівника, якщо рух відновлять 11 травня, то компанія виконає 15 % із планових рейсів у червні, а перельоти за межі Європейського Союзу, можливо, відновить у серпні[24].
- «Gol» через падіння попиту на авіаквитки скасував замовлення на 34 «боїнґи». Станом на середину квітня близько 85% рейсів компанії було відмінено[25].
- / «LATAM Airlines Group» — найбільший авіахолдинг Південної Америки — відмінив 95 % рейсів у квітні та травні[26][27].
- «Lufthansa» оголосила 7 квітня про закриття свого лоукостера — «Germanwings». Станом на 4 квітня 95 % повітряного флоту «Люфтганзи» залишалося на землі, а на неповний робочий день планували перевести 87 тисяч працівників компанії[28]. «Lufthansa Group», яка також володіє «Austrian Airlines», «Brussels Airlines» і «Swiss», оцінила попередні збитки (до сплати податків) за перший квартал 2020 року в €1,2 млрд[29]. Керівництва цих дочірніх ведуть переговори з урядами своїх країн про надання кредитів для покриття збитків.
- «Norwegian Air Shuttle»: лоукостер повідомив про банкрутство деяких своїх дочірніх компаній і відсутність коштів для виплати заробітної плати працівникам у квітні[30].
- «Ryanair»: станом на 9 квітня 90 % повітряного флоту компанії залишалося на землі[31]
- // Група SAS повідомила про скорочення 5 тисяч робочих місць[32].
- «Singapore Airlines»: 23 березня оголошено, що відмінено 96 % рейсів до кінця квітня[33]. Компанія заручилася підтримкою держави та інвесторів, отримавши кредит на суму $15 млрд[34].
- «Turkish Airlines» — рекордсмен світу за кількістю країн, куди відбуваються рейси (127) — спочатку 24 березня заявили, що скасовують усі міжнародні рейси крім 5 (Аддис-Абеба, Вашингтон, Нью-Йорк, Гонконг, Москва)[35]. Пізніше головний турецький перевізник припинив домашні перельоти до 20 квітня, а міжнародні — до 20 травня[36].
- «United Airlines» за два перші тижні квітня 2020 року перевезла до 200 000 пасажирів — 3 % від показника 6 мільйонів пасажирів за той самий проміжок торік[37]. У розкладі на квітень скасовано 95 % її міжнародних рейсів[38].
- «Virgin Australia» — друга найбільша авіалінія Австралії — ще в березні заявила, що не зможе впоратися з кризою без державної допомоги і попросила кредит на 888 млн австралійських доларів, а після відмови уряду 21 квітня перейшла під зовнішню адміністрацію. Перевізник ще до початку кризи мав боргів на понад 3 мільярди австралійських доларів[39].
- «Wizz Air» відмінив 97% рейсів на квітень і анонсував скорочення 1 тисячі робочих місць. Однак, загалом, лоукостер заявляє, що має достатній запас коштів і не потребуватиме зовнішньої фінансової допомоги, як більшість конкурентів[40]. Угорський перевізник перший із європейських авіаліній оголосив про відновлення рейсів і планує літати з Тімішоари вже від 1 травня[41].

## Авіавиробники
- «Airbus» у відповідь на зменшення попиту планує скоротити виробництво літаків на третину[42]. Від січня 2020 року до квітня ціна на акції компанії впала вдвічі[43].
- «Boeing» через кризу у квітні 2020 року відмовився від угоди про купівлю 80% бразильського виробника «Embraer», яку оцінювали на 4,2 млрд американських доларів[44]. Угоду готували ще з грудня 2018 року. «Боїнґ» 29 квітня оголосив, що компанія планує скоротити 10% свого 160-тисячного штату[45]. Попередні втрати  (до сплати податків) американського виробника за перший квартал 2020 року оцінюють у $1,7 млрд[45].
- «Bombardier» 24 березня відправив 2/3 своїх працівників (12 400 осіб) у неоплачувану відпустку. Наприкінці квітня компанія повідомила, що 11 тисяч із них повернуться до фабрик 11 травня, на коли заплановано відновлення виробничого процесу[46]. Від січня 2020 року до квітня ціна на акції компанії впала втричі[47].
- «Embraer» звернувся в суд через згортання угоди з боку «Boeing» про купівлю 80% бразильського виробника[44] Від січня 2020 року до квітня ціна на акції «Embraer» впала вдвічі[48].

## Країни
- КНР: від 25 січня до 14 лютого 2020 року повітряний пасажиропотік у Китаї зменшився на 75 % порівняно з аналогічним періодом 2019 року. Місцевий лоукостер «Spring Airlines» почав пропонувати постійним клієнтам квитки від $4, а «Shenzhen Airlines» (дочірня компанія «Air China») знизила ціну на деякі напрямки в понад 10 разів. Китайські авіалінії могли сміливо йти на такі кроки, бо значна частина з них отримує державні субсидії на обслуговування найпопулярніших маршрутів[49]. З огляду на спалах захворювання закордоном, 26 березня Адміністрація цивільної авіації Китаю ухвалила рішення, що кожна китайська авіалінія має право здійснювати до кожної окремої країни тільки один рейс на тиждень[50]. Поступово країна оговталася від першої хвилі хвороби і наприкінці квітня авіаційний пасажиропотік у Китаї уже становив близько 65-70% відповідного показника 2019 року[51].
- Норвегія, за даними «Євроконтролю», найменше обмежила повітряне сполучення серед усіх європейських країн — у квітні кількість рейсів там зменшилась на 64% порівняно з попереднім роком (в інших країнах цей показник становив понад 80%)[52].
- ОАЕ: 25 березня влада закрила всі польоти до, з і через ОАЕ на два тижні[53].
- Росія: у березні пасажиропотік зменшився на 30,9 % порівняно з березнем 2019 року[54]. У квітні президент Володимир Путін запропонував виділити для авіакомпаній 23 млрд рублів, зокрема спрямованих на оплату лізингу авіаційної техніки[55].
- США: 27 березня президент Дональд Трамп підписав закон про надання економіці допомоги в розмірі 2,2 трильйона доларів, із яких $61 млрд призначено для авіаційної галузі у вигляді грошової допомоги, позик, а також зменшення чи звільнення від податків[56]. Через зниження попиту на авіаквитки 8 провідних авіакомпаній країни звільнять 100 тисяч працівників і зменшать кількість літаків на 900, як передбачають аналітики інвестиційної компанії «Cowen»[57].

## Статистика
Європейське відділення Міжнародної ради аеропортів оцінило, що наслідки від пандемії коронавірусі в 14 разів більші, ніж від глобальної фінансової кризи 2008-2009 років.
«Євроконтроль» повідомив, що впродовж другої половини березня та першої половини квітня кількість рейсів зменшувалась, поки 13-16 квітня не досягнула мінімуму — 10-11% порівняно з аналогічним періодом торік. Відтак кількість польотів поступово збільшується.

## Вантажні перевезення
Вантажні перевезення не зазнали настільки великих втрат як пасажирські. Наприклад, у березні світовий попит на вантажні перевезення зменшився на 15,8%, тоді як попит на пасажирські перевезення впав на 52,9%. На основі прогнозів СОТ експерти ІАТА прогнозують, що об'єми карго-перевезень за підсумками 2020 року впадуть щонайбільше на 14-31%, що значно менше, ніж відповідні показники пасажирських перевезень.

## Наслідки
Загалом, без кредитів чи державної допомоги авіалініям і авіабудівним компаніям буде важко подолати кризу, спричинену пандемією. Під загрозою зникнення можуть опинитися невеликі перевізники, які ще не встигли закріпитися на ринку або обслуговують лише сезонні літні рейси. Значно менше криза торкнеться компаній, які мають державну підтримку, або великих авіакомпаній, що мають можливість залучити значні додаткові кошти.
Міжнародна асоціація повітряного транспорту (ІАТА) наприкінці березня передбачала, що фінансові втрати авіаліній становитимуть понад 250 млрд доларів, а в середині квітня організація погіршила прогноз втрат до $314 мільярдів, тобто падіння обороту коштів на 55 % порівняно з 2019 роком. Під загрозою скорочення може опинитися 25 мільйонів працівників.
Генеральний директор IATA Александр де Жуньяк прогнозує, що авіалінії, які намагатимуться зберегти відстань між пасажирами за рахунок збереження вільного сидіння між ними, змушені будуть підняти ціни на 50 %, щоб працювати хоча б із мінімальним прибутком.
Через зупинку чи значне обмеження діяльності авіаліній прогнозують, що з великих європейських перевізників лише «Ryanair» і «Wizz Air» зможуть пережити кризу без залучення додаткових кредитів і зростання боргів.
«Євроконтроль» прогнозує, що за найоптимістичнішого сценарію 2021 року кількість рейсів над Європою зможе досягнути рівня 2019 року, водночас аналітична група «Cirium» вважає, що навіть 2022 року попит на авіаперевезення у світі не повернеться до рівня до початку пандемії.
Згідно з аналізом ІАТА, у випадку введення соціального дистанціювання на борту літаків і блокування продажу місць через одне максимальне заповнення рейсів становитиме 62 %. У такому випадку лише 4 із 112 проаналізованих авіакомпаній отримуватимуть прибуток, інші літатимуть у збиток. Для отримання хоча б мінімального прибутку перевізникам доведеться підняти ціни на 43-54%.
За прогнозом Міжнародної асоціації повітряного транспорту (IATA), опублікованим у кінці листопада 2020, авіакомпанії отримають збитків на 38 млрд дол за 2020 рік. Ринок авіаперевезень вийде на рівень 2019 року десь в 2024 році.